# Pierty
Pierty (Perty) – jezioro o powierzchni 2,28 km² położone w północno-wschodniej Polsce, na Pojezierzu Wschodniosuwalskim, w woj. podlaskie, powiat suwalski, gmina Suwałki (na wschód od Suwałk). Poprzez jezioro Omułówek łączy się ono z jeziorem Wigry.
Maksymalna głębokość wynosi 38 m, średnia zaś – ok. 10 m. Jest to typowe jezioro eutroficzne, charakteryzujące się bujną roślinnością (ok. 1/6 powierzchni), małą przejrzystością wody oraz mulistym dnem.
Żyje tutaj wiele gatunków ryb, a są to między innymi: sieja, węgorz, szczupak, lin, okoń, płoć, miętus pospolity, wzdręga, ukleja, leszcz, kleń, a nawet sandacz.
Na jeziorze znajduje się niewielka wyspa o powierzchni 0,3 ha nazwana Ostrówkiem.